# Vinogradarska područja
Vinogradarska regija je vinogradarsko područje granice kojeg čini više podregija. Regionalzacija se temelji na klimatskim, zemljišnim i drugim uvjetima o kojima ovisi uzgoj vinove loze i organoleptička svojstva vina, a provodi se radi kontrole podrijetla mošta, vina i drugih proizvoda od grožđa i vina, s ciljem da se zaštiti i proizvođača i potrošača. Vinogradarsku podregiju čini više vinogorja.  +Granice regija i podregija su propisane odgovarajućim zakonskim aktom. 

## Vinogradarska područja Republike Hrvatske
U Hrvatskoj pet vinogradarskih podregija (čije granice omeđuje razvedena obala kopna i brojnih otoka od Savudrije do ulaska u Bokokotorski zaljev, s jedne i planinski lanac Dinarida s druge strane) čine regiju Primorska Hrvatska, a sedam (od krajnjeg sjeverozapada Hrvatske do istočnih predjela uz Dunav i obronke Fruške gore) čine regije Istočna kontinentalna Hrvatska (2) i Zapadna kontinentalna Hrvatska (5). To je propisano Pravilnikom o vinu (NN 96/1996. i 7/1997.) i Pravilnikom o zemljopisnim područjima uzgoja vinove loze (NN 74/2012.),).